# Gillis II Coignet
Gillis II Coignet (Antwerpen, september 1586 – aldaar, na 1641) was een Zuid-Nederlands barokschilder.
Gillis II Coignet werd in 1586 geboren als zoon van Jacob en Hester van Beringen. Hij trouwde op 29 september 1609 met Magdalena van der Beken. Zij hadden ten minste negen kinderen: Jacob, Joanna, Anna, Egidius, Hester, Barbara, Michiel, Maria, Gulielmus.
In 1607 werd hij als meesterszoon lid van het Sint-Lucasgilde, waar hij minstens tot 1641/42 actief was. Reeds twee jaar na zijn intrede in de gilde had hij Dries Cerstiaens als leerling. Zijn stijl leunt dicht aan bij die van Gillis van Coninxloo en de school van Frankenthal. Ook Gillis' in 1610 geboren zoon Jacob was schilder.

## Oeuvre
- Orpheus speelt voor de dieren, olieverf op koper, diameter 39,5 cm, Koninklijk Museum voor Schone Kunsten Brussel, inv. 11240 (90).
- Landweg, rechts een rivier, 1621, pentekening op perkament, verkoop P. de Boer, Amsterdam 1934.
- Adam and Eve, 37,5 x 26 cm, ook toegeschreven aan C.C. van Haarlem, Sotheby's, 20 april 1977.
- Landschap met bomen, paneel, 20 x 51 cm, Sotheby Parke Bernet, London, 10 december 1980.
- Rivierlandschap met jager en honden, paneel, 16 x 32 cm, Sotheby Parke Bernet, London, 16 februari 1983.
- Die Allegorie des wassers, olieverf op koper, 26 x 34,5 cm, ook toegeschreven aan Jan van Kessel, Dorotheum, Wien, 6 mei 1996.
- (1) Sint-Franciscus en de dieren, olieverf op koper, 42,5 x 51 cm, Campo Vlaamse Kaai, Antwerpen, 10-11 december 1996.
- (2) De verzoeking in de tuin van Eden, olieverf op koper, 42,5 x 51 cm, Phillips, London,10 december 1991, samen met (1).
- Boomrijk landschap met een ontmoeting bij de waterkant (ca. 1640) (toegeschreven), olieverf op koper, 17,5 x 22,6 cm, De Vuyst, 2015.

## Voetnoten
1. ↑  SAA (Stadsarchief Antwerpen) PR42 C23; PR46, f309v, St-Jacobskerk: 12-9-1586; Pk3573; SR636, f1r-v.
2. ↑  SAA Pk3573; N2535, dd. 6 juni 1639; V1419, dd. 22 jan 1650; N3763, dd. 25-2-1646, f34r-35r.
3. ↑  SAA PR42 C23; PR46, f309v, St-Jacobskerk: 12-9-1586. Een aantal kunsthistorici hebben, op basis van de naamsgelijkenis, verkeerdelijk geopperd dat hij de zoon van Gillis Coignet zou zijn.
4. ↑  SAA PR211/1; PR216, blz.122, St-Jacobskerk: 29-9-1609.
5. ↑  Ad Meskens (1998), p.181.
6. ↑  P. Rombouts & T. van Lerius (1874) II, p.442
7. ↑  P. Rombouts & T. van Lerius (1874) II, p.456.